# VAMPIRE (アルバム)
『VAMPIRE』（ヴァンパイア）は、日本のロックバンド、9mm Parabellum Bulletの2枚目のオリジナルアルバム。2008年10月15日発売。

## 解説
『Termination』から約1年ぶりのアルバム。この発売に先立ち、収録曲の「Living Dying Message」（サビver.）が公式ホームページなどで発売日までの期間限定無料ダウンロードができるようになっていた。アルバム名はベースの中村が提案したもので、「1stアルバムの要素を踏まえつつ、新たな要素を入れた。それが、人間から吸血鬼に変わったのと似ている点があり、9mmに合っている」という意味で決めた。
初回封入特典として、アルバムツアー「VAMPIRE EMPIRE TOUR 08/09」Zeppワンマンチケット特別先行＆ステッカー、予約先着購入特典として、ロゴ入り缶バッヂがついてくる。
中村は、「ベースは、ミスなどを修正せずわざといれ、臨場感を出している」といっている。
オリコンデイリーアルバムランキングでは初登場1位を獲得し、オリコン週間アルバムランキングでも初登場2位を獲得している。この記録は現時点において9mmの作品内では最高位となっている。2023年現在、オリジナルアルバムの中唯一本作のみ廃盤になっている.2019年に999枚限定でSHM-CDで再販されている

## 楽曲解説
「Supernova」「Wanderland」については当該項目を参照。
Keyword
作曲はかみじょう以外の3人の共作（クレジットはバンド名義）。『Termination』の頃からすでに原曲は存在していた。
Hide＆Seek
アナログテープで録音されている。中村は「作ったのではなく、出来ていたという感じの方が強い」と語っている。
BPMは280で、メンバー自身も何を弾いているのか分からない時があるという。かみじょうがドラムでこの曲を演奏する度に速くなり、結果この速さになった。
The Revenge of Surf Queen
インスト曲。合宿中に中村がThe Venturesを聴いていた事から生まれた曲で、テケテケサウンドなどにその影響が見られる。
Faust
バンド初の5分超えナンバー。メンバー曰く、当時は「短い曲の方が格好いいと思って」おり、「（曲の長さが）4分超えたら解散だ！」という冗談も飛び交っていたという。
We are Innocent
「Hide＆Seek」同様、アナログテープで録られている。
Living Dying Message
ライブ会場限定で一部配信された後、2008年9月9日～10月15日の期間で公式HPから着うたが無料ダウンロード出来るようになっていた。
アルバム制作合宿で最初に作った曲であったが、メンバー全員が酩酊状態で制作したため、「合宿の終わりに自分の曲を自分でコピーする羽目になった」と話している。
ドラムのハイハットシンバルの音は意図的に大きくされている。また、曲後半のバスドラムはBPM760（BPM190の16分音符）で踏まれており、過去最高の速さだという。
PVは砂上での撮影となったため、菅原以外のメンバーは楽器やアンプをレンタルして使用した。

## 収録曲
- 全編曲：9mm Parabellum Bullet

| #   | タイトル                                                                      | 作詞                       | 作曲                  | 時間  |
| --- | ----------------------------------------------------------------------------- | -------------------------- | --------------------- | ----- |
| 1.  | 「Wanderland」(日本テレビ系アニメ『RD 潜脳調査室』OPテーマ)                   | 菅原卓郎                   | 滝善充                | 2：23 |
| 2.  | 「Vampiregirl」(日本テレビ系ドラマ『妄想姉妹～文学という名のもとに～』主題歌) | 菅原卓郎                   | 滝善充                | 3：10 |
| 3.  | 「Trigger」                                                                   | 菅原卓郎・かみじょうちひろ | 滝善充                | 3：25 |
| 4.  | 「Keyword」(HTB『NO MATTER BOARD』OPテーマ)                                   | 菅原卓郎                   | 9mm Parabellum Bullet | 3：24 |
| 5.  | 「Hide＆Seek」                                                                | 菅原卓郎                   | 中村和彦              | 2：13 |
| 6.  | 「The Revenge of Surf Queen」                                                 | ―                          | 滝善充                | 3：00 |
| 7.  | 「Supernova」                                                                 | 菅原卓郎                   | 滝善充                | 3：33 |
| 8.  | 「Faust」                                                                     | 菅原卓郎・かみじょうちひろ | 滝善充・菅原卓郎      | 5：19 |
| 9.  | 「悪いクスリ」                                                                | 菅原卓郎                   | 滝善充・中村和彦      | 3：17 |
| 10. | 「We are Innocent」                                                           | 菅原卓郎                   | 滝善充                | 2：47 |
| 11. | 「次の駅まで」                                                                | 菅原卓郎                   | 滝善充                | 3：46 |
| 12. | 「Living Dying Message」                                                      | 菅原卓郎                   | 滝善充                | 2：41 |